# (18396) Nellysachs
(18396) Nellysachs (1992 SN2) – planetoida z pasa głównego asteroid okrążająca Słońce w ciągu 3,7 lat w średniej odległości 2,39 j.a. Odkryta 21 września 1992 roku.